# Sarah Vowell
Sarah Jane Vowell (Muskogee, 27 dicembre 1969) è un'attrice e doppiatrice statunitense.
Ha una sorella gemella chiamata Amy.
Lavora come attrice e doppiatrice dal 1987.
Come doppiatrice è famosa per aver interpretato Violetta Parr nel film Gli Incredibili - Una "normale" famiglia di supereroi del 2004 e nel suo sequel.

## Filmografia parziale
- Gli Incredibili - Una "normale" famiglia di supereroi (The Incredibles), regia di Brad Bird (2004) - Voce
- Gli Incredibili 2 (Incredibles 2), regia di Brad Bird (2018) - Voce

## Doppiatrici italiane
- Alessia Amendola in Gli Incredibili - Una "normale" famiglia di supereroi, Gli Incredibili 2